# 维瓦尔第天线
维瓦尔第天线或锥形槽天线是一个共同平面宽带天线，由一块坚实的金属片、印刷电路板，或介质板金属上的一或两个侧面组成。